# Beskæring af planter
 For alternative betydninger, se Beskæring.
Beskæring vil sige at fjerne dele af planter. Der kan være tale om flere typer beskæring, som har forskelligt formål. De kan udføres hver for sig eller i vekslende kombinationer:
- Sundhedsbeskæring
- Sikkerhedsbeskæring
- Rodbeskæring
- Topbeskæring
- Blomsterbeskæring
- Frugtbeskæring
- Formningsbeskæring
- Styning
- Stævning
- Topkapning
- Espalierbeskæring
- Klipning (Beskæring)

## Formål
Når man ser bort fra sundheds- og sikkerhedsbeskæring, har al beskæring til formål at ændre en plantes vækstform, sådan at planten bedre svarer til det, man vil bruge den til. Al beskæring er et voldsomt indgreb i planters energibeholdning, og det volder dem skader, der har eftervirkninger måneder og år frem. Det er vigtigt at gøre sig klart, at ikke findes medfødte behov, der begrunder beskæring af planter. Derimod findes der en række menneskelige målsætninger, som trods alt gør det rimeligt at foretage indgrebene.
Formålet kan være at
- ændre plantens form
- nedsætte tilvæksten
- omfordele energi fra vækst til blomstring eller frugtsætning
- skabe øget lysgennemgang gennem planten
- forbedre de trafikale forhold nær planten
- udbedre skader
- fjerne sygt og dødt materiale
- fjerne dele af planten, der truer menneskers liv eller ejendom
- udnytte plantens produktion

## Biologiske forhold
Der er nogle biologiske forhold, som på den ene side gør beskæring mulig, men som på den anden side forklarer, at beskæring er forbundet med mange fejltagelser. Det er f.eks. en fejltagelse at tro, at buske og træer er væsner, der er skabt ligesom mennesker. De har en helt anden måde at vokse på, og de har helt andre måder at klare såring på.
Planter er autotrofe organismer. De skaber selv den føde, de lever af. Det sker gennem fotosyntesen, som – kort fortalt – knytter vand og CO2 sammen til druesukker ved hjælp af nogle kemiske bindinger. De består af energi, som planterne har skaffet ved at omveksle solenergi med kemisk energi. Planterne kan oplagre kemisk energi ved at omdanne sukkeret til stivelse. Dette lager bruges normalt til fire formål: vækst (40%), blomstring (10%), forsvar (10%) og ny oplagring (40%). Tallene er gennemsnitlige og passer på planter, som netop er nået ind i blomstringsfasen.
Når man beskærer planterne, tvinger man dem til at øge forbruget af energi til forsvar. Der trænger nemlig svampe og bakterier ind gennem sårene, og den indtrængen må standses, hvis planten skal overleve. Når mere af energien går til forsvar, bliver der mindre til vækst, blomstring og ny oplagring. Det betyder, at planten er dårligere stillet det eller de følgende år.
Planternes forsvar bygger på meget gamle, kemiske metoder, og de forudsætter, at planterne kan registrere og reagere målrettet på såringen. I samme øjeblik, såringen er sket, begynder mikroberne at trænge ind i ved og vækstlag. Hvis planten ikke er i dvale, vil den opfatte dette og straks mobilisere energi og stoffer til forsvar. Sukker bliver transporteret hen til området bag såret, hvor noget gennemgår en respiration, som frigiver den nødvendige energi (i form af stoffet Adenosin-Tri-Phosphat, ATP). Andre sukkermolekyler omdannes ved forholdsvist enkle, kemiske processer til forskellige fenoler. Det er yderst giftige stoffer, som dræber alle levende celler der, hvor de bliver dannet. Derfor forsyner optræder de i første omgang som salte, hvor metaldelen dels gør fenolet ugiftigt og dels gør det opløselig og flytbart. Først helt fremme ved de angrebne dele af planten bliver metallet fjernet ved hjælp af bestemte enzymer. Det gør med ét slag fenolet giftigt og uopløseligt i vand.
Dette øjeblikkelige, kemiske forsvar bliver suppleret med en indkapsling af de angrebne dele. Indkapslingen sker ved en imprægnering af de omgivende årringe, marvstråler og vedceller nedenfor og oven over det angrebne. Imprægneringen består i fenol, men den er suppleret med skabelsen af en fysisk barriere, som består af lignin, et massivt og næsten ufordøjeligt, kemisk stof (= det brune i årringen). Når indkapslingen er fuldført, mister planten kontakten til det indkapslede ved, som bliver nedbrudt og omdannet til et hul.
Endelig afslutter planten sit forsvar med en overvoksning af sårfladen. Denne synlige del af forsvaret har ofte været betragtet som det egentlige forsvar, hvad den ikke er. Overvoksningen er derimod plantens satsning på fremtiden: når den har tabt kontakten til det indkapslede, drejer det sig om at genskabe alle forbindelser uden om det. Men planter kan ikke genskabe det tabte, de kan kun nyskabe ved vækst, så først når overvoksningen er lykkedes, har planten overvundet problemerne helt.

## Beskæringsbiologi
Al beskæring er baseret på en forståelse af, hvad det er der sker med planten, når den bliver såret. Et beskæringssår har den fordel for planten, at det er udført med et rent og skarpt stykke værktøj. Det gør antallet af beskadigede og overrevne vævsdele mindst muligt. Desuden vil man forsøge at udføre beskæringen på et tidspunkt, hvor den gør mindst skade. Dette tidspunkt ligger i månederne juli og august. Det strider mod gammel praksis og mod mange menneskers opfattelse, at vintermånederne er det dårligste tidspunkt for beskæring, men det er vist ved talrige forsøg, at sådan forholder det sig. Under vinterdvalen er træerne ude af stand til at forsvare sig, og i løbet af foråret bliver al energi brugt på at forberede løvspringet. Derfor er sommertiden det mindst ringe tidspunkt for beskæring.
Beskæringen bør udføres på det mest egnede tidspunkt, men den må også ske på en måde, så man ikke gør ondt værre. I den forbindelse er der nogle vigtige pointer:
1. beskæringsstedet skal anbringes, hvor der er en sidegren eller -knop
2. hvis der er dannet en grenkrave, skal beskæringssnittet lægges lige uden for den
3. beskæringssåret bør være så lille som muligt
4. grene over 10 cm i diameter bør ikke fjernes – og slet ikke om vinteren

Til pkt. 1: For at planten kan beskytte sig mod angreb ind gennem såret, er det vigtigt, at der er en konstant energiforsyning frem til såret. Det sker lettest, hvis såret er lagt tæt på en sidegren eller en sideknop.
Til pkt 2: Når planten fornemmer, at en gren giver mindre overskud af produceret sukker, begynder den at forberede grenens død og afstødning. Det sker ved at der bliver dannet en opsvulmet krave nær grenens basis ved hovedgren eller stamme. Kraven indeholder på forhånd de nødvendige kampstoffer (lignin) og må ikke fjernes.
Til pkt. 3: Hvis man ikke har andet at rette sig efter, så skal grenen skæres bort med det mindst mulige snit og lige op ad en sidegren eller en sideknop. Det vil ofte betyde, at snitfladen bliver cirkelrund.
Til punkt 4: Når grene bliver tykkere end 5-10 cm i diameter, er de så gamle, at såret efter dem åbner for angreb ind i plantens ældste del, dvs. kernen dybt inde i hovedgrenen eller stammen. Dette må undgås, og derfor bør man forudse, at grenen skal fjernes, så det kan ske i god tid, og inden den bliver for tyk.

## Beskæringssnit
Beskæringssnittet udføres med en ren saks eller sav (rens ved hjælp af denatureret sprit). Det lægges lige uden for grenkraven, hvis den findes. Hvis der ikke er nogen grenkrave at se, lægges snittet dér, hvor grenkraven burde være. Snittet udføres, så det bliver så lille som muligt. Et cirkelrundt sår er at foretrække, da det bliver overvokset mest effektivt.
Hvis man ønsker det, kan snittet skæres rent med en skarp kniv. Det afgørende er at få skåret det grønne vækstlag mellem bark og ved helt glat. Det er nemlig derfra sammenvoksningen skal ske senere.

## Efterbehandling
Derimod er det ikke nogen fordel at efterbehandle beskæringssår med "sårmaling", "sårpasta", podevoks, plasticmaling eller andre og endnu mere fantasifulde ting. Ved grundige forsøg er det bevist, at ud af 32 forskellige muligheder var der kun to som ikke gjorde mere skade end gavn. Ingen gjorde gavn, og de 30 gjorde ondt værre.
Sårbehandling er sminke og skal betragtets som sådan. Det er muligt, at bestemte forhold byder, at sårflader ikke kan få lov til at tørre op på en naturlig måde. I så fald skal de selvfølgelig behandles, men det har en række negative konsekvenser i retning af øgede rådangreb.
Til gengæld viser helt nye iagttagelser, at behandling af helt friske sår (få minutter efter en påkørsel) kan redde vækstlaget under barken. Behandlingen består helt enkelt i, at man anbringer den sårede bark ind mod vedfladen og snører den omhyggeligt og vandtæt fast dér. Et godt middel er de plastfolier til madpakker, som findes i næsten alle hjem.

## Alternativer
Det bedste alternativ til beskæring er planlægning. Hvis man planter sine buske og træer på steder, hvor de kan udvikle sig frit, bliver beskæring ikke nødvendig. Hvis man forudser, at planten er ved at blive for voldsom, kan beskæring ske i helt urteagtige dele, som hurtigt bliver erstattet.
Med kendskab til planternes vækstmåde kan man ofte nøjes med at vippe knopper af om efteråret. Med den fjernede knop følger i virkeligheden et helt skud, som ellers ville springe ud det følgende forår. Dette er den mildeste form for beskæring overhovedet.